# Roberto Vian
Roberto Vian (* 20. Februar 1965) ist ein italienischer Comiczeichner.
Zunächst zeichnete Vian für die Studios Stelio Fenzo und Vladimiro Missaglia Abenteuercomics, was sich bis heute in seinem Stil widerspiegelt. Später besuchte er die italienische Disney Academy, wo er unter anderem an Kursen von Comicgrößen wie Giorgio Cavazzano und Giovan Battista Carpi teilnahm. Seit 1992 zeichnet er für das italienische Topolino (italienisch für Mickey Maus) und weitere Publikationen, auch bei Egmont Ehapa, Disneycomics und ist für Werbeagenturen aktiv.